# Phillip Dutton
Phillip Dutton (ur. 13 września 1963) – australijski jeździec sportowy, dwukrotny złoty medalista olimpijski.
Sukcesy odnosi we Wszechstronnym Konkursie Konia Wierzchowego. Brał udział w czterech igrzyskach (IO 96, IO 00, IO 04, IO 08), na dwóch zdobywał medale. W 1996 w Atlancie wywalczył złoto w konkursie drużynowym. Cztery lat później, podczas igrzysk rozgrywanych w Australii, był ponownie członkiem złotej drużyny. Jako reprezentant Australii brał także udział w IO 04. Z kolei w 2008 startował w barwach Stanów Zjednoczonych, w tym kraju mieszka od 1991.

## Starty olimpijskie (medale)
Atlanta 1996
- konkurs drużynowy (na koniu True Blue Girdwood) - złoto

Sydney 2000
- konkurs drużynowy (House Doctor) - złoto